# Матчи сборной Москвы по футболу (1920)
Сезон 1920 года стал 14-м в истории сборной Москвы по футболу.
В нем сборная провела 4 официальных матча (3 соревновательных в рамках Чемпионата РСФСР 1920 года и 1 товарищеский междугородний со сборной Петрограда), а также 1 неофициальный международный.

## Классификация матчей
По установившейся в отечественной футбольной истории традиции официальными принято считать матчи первой сборной с эквивалентным по статусу соперником (сборные городов, а также регионов и республик); матчи с клубами Москвы и других городов составляют отдельную категорию матчей.
Международные матчи также разделяются на две категории: матчи с соперниками топ-уровня (в составах которых выступали футболисты, входящие в национальные сборные либо выступающие в чемпионатах (лигах) высшего соревновательного уровня своих стран — как профессионалы, так и любители) и (начиная с 1920-х годов) международные матчи с так называемыми «рабочими» командами (состоявшими, как правило, из любителей невысокого уровня).

## Статистика сезона
| 1920         |                                        |      |
| С 6          | Москва — Сборная Балтфлота (Кронштадт) | 10:0 |
| С 7          | Москва — Самара                        | 10:0 |
| С 8          | Москва — Тверь                         | 2:1  |
| Н (1)        | Москва — Сборная делегатов Коминтерна  | 16:1 |
| МГ 17        | Москва — Петроград                     | 2:3  |
| Итого        |                                        |      |
| И В Н П М    |                                        |      |
| 4 3 0 1 24−4 |                                        |      |
| 1 0 16−1     |                                        |      |

## Официальные матчи

### 42. Москва — Сборная Балтфлота (Кронштадт) — 10:0[5]
Соревновательный матч 6 — Чемпионат РСФСР 1920, 1/4 финала (отчет ).

| Москва | 10:0 | Сборная Балтфлота |
| ------ | ---- | ----------------- |
|        |      |                   |

| Игрок                 | Клуб                    |  | Вышел на замену | Гол  |
| --------------------- | ----------------------- |  | --------------- | ---- |
| Соколов, Николай      | СК «Замоскворечье»      |  | 1               | (-0) |
|                       |                         |  |                 |      |
| Рущинский, Михаил     | СК «Замоскворечье»      |  | 1               |      |
| Сысоев, Сергей        | «Замоскворецкий» КС     |  | 3               |      |
|                       |                         |  |                 |      |
| Дмитриев-Моро, Сергей | ОЛЛС                    |  | 1               |      |
| Ратов, Владимир       | ОЛЛС                    |  | 3               | 1    |
| Ноготков, Павел       | СК «Замоскворечье»      |  | 1               |      |
|                       |                         |  |                 |      |
| Блинков, Константин   | «Замоскворецкий» КС     |  | 2               |      |
| Никитин, Николай      | «Замоскворецкий» КС     |  | 5               | 1    |
| Троицкий, Сергей      | «Физическое воспитание» |  | 1               |      |
| Житарев, Василий      | КФ «Сокольники»         |  | 19              | 12   |
| Шапошников, Алексей   | «Замоскворецкий» КС     |  | 4               | 1    |

| Балтфлот |  |
| -------- |  |
| ?        |  |
|          |  |
| ?        |  |
| ?        |  |
|          |  |
| ?        |  |
| ?        |  |
| ?        |  |
|          |  |
| ?        |  |
| ?        |  |
| ?        |  |
| ?        |  |
| ?        |  |

### 43. Москва — Самара — 10:0
Соревновательный матч 7 — Чемпионат РСФСР 1920, 1/2 финала (отчет ).

| Москва | 10:0 | Самара |
| ------ | ---- | ------ |
|        |      |        |

| Игрок                 | Клуб                    |  | Вышел на замену | Гол  |
| --------------------- | ----------------------- |  | --------------- | ---- |
| Соколов, Николай      | СК «Замоскворечье»      |  | 2               | (-0) |
|                       |                         |  |                 |      |
| Рущинский, Михаил     | СК «Замоскворечье»      |  | 2               |      |
| Сысоев, Сергей        | «Замоскворецкий» КС     |  | 4               |      |
|                       |                         |  |                 |      |
| Дмитриев-Моро, Сергей | ОЛЛС                    |  | 2               |      |
| Ратов, Владимир       | ОЛЛС                    |  | 4               | 1    |
| Ноготков, Павел       | СК «Замоскворечье»      |  | 2               |      |
|                       |                         |  |                 |      |
| Блинков, Константин   | «Замоскворецкий» КС     |  | 3               |      |
| Никитин, Николай      | «Замоскворецкий» КС     |  | 6               | 1    |
| Троицкий, Сергей      | «Физическое воспитание» |  | 2               |      |
| Житарев, Василий      | КФ «Сокольники»         |  | 20              | 12   |
| Шапошников, Алексей   | «Замоскворецкий» КС     |  | 5               | 1    |

| Самара      |  |
| ----------- |  |
| Финогенов   |  |
|             |  |
| Крузэ       |  |
| Козыркин    |  |
|             |  |
| Подольский  |  |
| Киттнер     |  |
| Промахин    |  |
|             |  |
| Гроссе      |  |
| Родимов     |  |
| Севастьянов |  |
| Леман       |  |
| Галкин      |  |

### 44. Москва — Тверь — 2:1
Соревновательный матч 8 — Чемпионат РСФСР 1920, финал (отчет ).

| Москва                                           | 2:1 | Тверь            |
| ------------------------------------------------ | --- | ---------------- |
| - ? ~10' (пен.) - К.Блинков 1:0′ - Н.Никитин 88′ |     | - 1:1′ А.Розанов |

| Игрок                 | Клуб                    |                | Вышел на замену | Гол  |
| --------------------- | ----------------------- | -------------- | --------------- | ---- |
| Соколов, Николай      | СК «Замоскворечье»      | Серебряный гол | 3               | (-1) |
|                       |                         |                |                 |      |
| Рущинский, Михаил     | СК «Замоскворечье»      |                | 3               |      |
| Сысоев, Сергей        | «Замоскворецкий» КС     |                | 5               |      |
|                       |                         |                |                 |      |
| Дмитриев-Моро, Сергей | ОЛЛС                    |                | 3               |      |
| Ратов, Владимир       | ОЛЛС                    |                | 5               | 1    |
| Ноготков, Павел       | СК «Замоскворечье»      |                | 3               |      |
|                       |                         |                |                 |      |
| Блинков, Константин   | «Замоскворецкий» КС     | Гол            | 4               | 1    |
| Никитин, Николай      | «Замоскворецкий» КС     | Гол            | 7               | 2    |
| Троицкий, Сергей      | «Физическое воспитание» |                | 3               |      |
| Житарев, Василий      | КФ «Сокольники»         |                | 21              | 12   |
| Шапошников, Алексей   | «Замоскворецкий» КС     |                | 6               | 1    |

| Тверь        |             |
| ------------ | ----------- |
| К.Кондратьев |             |
|              |             |
| Завадский    |             |
| Цукур        |             |
|              |             |
| Феофанов     |             |
| Беренштейн   |             |
| Макаров      | Травмирован |
|              |             |
| Бельтихин    |             |
| П.Козлов     |             |
| М.Козлов     |             |
| А.Розанов    | Гол         |
| Балякин      |             |

### 45. Москва — Петроград — 2:3
Междугородний товарищеский матч 17 (отчет ).

| Москва                | 2:3 | Петроград                          |
| --------------------- | --- | ---------------------------------- |
| - Исаков - Канунников |     | - Батырев - Варфоломеев - Н.Гостев |

| Игрок               | Клуб                           |                                                  | Вышел на замену | Гол  |
| ------------------- | ------------------------------ | ------------------------------------------------ | --------------- | ---- |
| Соколов, Николай    | СК «Замоскворечье»             | Серебряный гол · Серебряный гол · Серебряный гол | 4               | (-4) |
|                     |                                |                                                  |                 |      |
| Костинский          | КФ «Сокольники»                |                                                  | 2               |      |
| Сысоев, Сергей      | «Замоскворецкий» КС            |                                                  | 6               |      |
|                     |                                |                                                  |                 |      |
| Королев, Василий    | КФ «Сокольники»                |                                                  | 1               |      |
| Блинков, Константин | «Замоскворецкий» КС            |                                                  | 5               | 1    |
| Романов, Михаил     | «Замоскворецкий» КС            |                                                  | 14              | 1    |
|                     |                                |                                                  |                 |      |
| Холин, Александр    | «Физическое воспитание»        |                                                  | 1               |      |
| Татарников, П.      | КФ «Сокольники»                |                                                  | 1               |      |
| Исаков, Петр        | «Замоскворецкий» КС            | Гол                                              | 1               | 1    |
| Канунников, Павел   | «Сейм» Курск (КФ «Сокольники») | Гол                                              | 5               | 6    |
| Артемьев, Пётр      | КФ «Сокольники»                |                                                  | 1               |      |

| Петроград   |     |
| ----------- | --- |
| Полежаев    |     |
|             |     |
| Г.Гостев    |     |
| М.Бутусов   |     |
|             |     |
| П.Филиппов  |     |
| Батырев     | Гол |
| С.Филиппов  |     |
|             |     |
| Варфоломеев | Гол |
| Н.Никонов   |     |
| Карнеев     |     |
| П.Федоров   |     |
| Н.Гостев    | Гол |

## Неофициальные матчи
1. Товарищеский матч.
| Москва | 16:1 | Сборная делегатов Коминтерна |
| ------ | ---- | ---------------------------- |
|        |      | - У.Галлахер                 |

| Москва: Н.Соколов (СКЗ) - Костинский (КФС), С.Сысоев (ЗКС) - В.Королев (КФС), К.Блинков (ЗКС), А.Борисов (г. Владимир) - Холин (ОФВ), Татарников (КФС), Исаков (ЗКС), П.Артемьев (КФС), П.Ширяев (г. Подольск) Сборная делегатов Коминтерна: ... У.Галлахер, Джон Рид, Файнберг, Д.Рамзи, Квелч ... |